# Cerococcus royenae
Cerococcus royenae är en insektsart som beskrevs av Charles Kimberlin Brain 1920. Cerococcus royenae ingår i släktet Cerococcus och familjen Cerococcidae. Inga underarter finns listade i Catalogue of Life.